# Cayo Vaca
Cayo Vaca (en inglés: Vaca Key) es una isla estadounidense de los Cayos de Florida del medio, que se encuentra por completo dentro de las fronteras de la ciudad de Marathon, en el estado de la Florida. A menudo es identificada incorrectamente como "Cayo Marathon". 
Cayo Vaca se encuentra entre los cayos Fat Deer y Knight. Cayo Vaca también está conectada a través de un puente con Cayo Boot y abarca la mayor parte de la costa norte del puerto de Cayo Boot.
Existen diversas teorías sobre el origen del nombre. Las más probable es que la isla lleva el nombre del español Alavar Núñez Cabeza de Vaca, quien escribió un relato detallado de la exploración del siglo XVI en la Florida. Otras teorías giran en torno a la palabra española Vaca.